# نيك فاندرلان
نيك فاندرلان (بالإنجليزية: Nick VanderLaan)‏ مواليد 27 أكتوبر 1979 في لونغ بيتش، هو لاعب كرة سلة أمريكي معتزل. بدأ مسيرته الاحترافية في سنة 2004. يبلغ طوله 6 قدم 10 بوصة (2.1 م). اعتزل اللعب في 2007. لعب مع لوس أنجلوس ديفيندرز في دوري الرابطة الوطنية لفئة التطوير وباسكت مانريسا.